# لويس ألبرني
لويس ألبرني (بالإنجليزية: Luis Alberni)‏ مواليد 04 أكتوبر 1886 في برشلونة - الوفاة 23 ديسمبر 1962 في هوليوود، كاليفورنيا، الولايات المتحدة، هو ممثل أمريكي بدأ مسيرته الفنية سنة 1915. امتدت مسيرته الفنية لأكثر من 41 عاما.

## الأعمال
- كابتن كراي من الولايات المتحدة
- الوصايا العشر

## روابط خارجية
- لويس ألبرني على موقع IMDb (الإنجليزية)
- لويس ألبرني على موقع ألو سيني (الفرنسية)
- لويس ألبرني على موقع تيرنر كلاسيك موفيز (الإنجليزية)
- لويس ألبرني على موقع أول موفي (الإنجليزية)
- لويس ألبرني على موقع قاعدة بيانات برودواي على الإنترنت (الإنجليزية)
- لويس ألبرني على موقع قاعدة بيانات برودواي على الإنترنت (الإنجليزية)
- لويس ألبرني على موقع قاعدة بيانات الأفلام السويدية (السويدية)
- لويس ألبرني على موقع إن إن دي بي (الإنجليزية)
- لويس ألبرني على موقع قاعدة بيانات الفيلم (الإنجليزية)
- لويس ألبرني على موقع كينوبويسك (الروسية)